# Tommaso Caudera
Tommaso Schina Caudera, (né le 27 juin 1907 à Turin et mort le 26 septembre 1968 dans la même ville) est un joueur de football italien, qui jouait au poste de milieu offensif.

## Biographie
Caudera joue le premier match de sa carrière avec le club de sa ville natale de la Juventus, le 27 juin 1926, lors d'une défaite 0-2 contre la Reggiana. En bianconero, il joue au total sept matchs et inscrit trois buts. Bien qu'avec peu de matchs joués, il remporte tout de même le titre de champion d'Italie (scudetto), et joue sa dernière confrontation juventina le 24 novembre 1929 lors d'un Derby della Mole contre le Torino, 0-0.
Après sa retraite, il devient assistant dirigeant des équipes de jeunes de la Juventus.
Il meurt le 26 septembre 1968 des suites d'un accident de la route survenu quinze jours avant.

## Palmarès
Juventus
- Championnat d'Italie (1) :
  - Champion : 1925-26.